# Hầu Quân Tập
Hầu Quân Tập (侯君集, ? - 643) là một danh tướng thời Đường dưới trướng Đường Thái Tông, từng làm tới chức Binh bộ thượng thư. Ông là một trong hai mươi tư vị đại công thần được vinh danh tại Lăng Yên các, vua Đường Thái Tông sắc phong ông làm Trần Quốc Công.
Hầu Quân Tập có nhiều đại công nhưng cũng mang đại tội. Ông theo Đường Thái Tông nam chinh bắc chiến từ khi còn trẻ, lập được nhiều chiến công hiển hách như tiêu diệt nước Cao Xương, góp phần bình định Đột Quyết, Thổ Cốc Hồn... dần dần sinh ra kiêu ngạo. Nhân khi xâm chiếm được Cao Xương ông chiếm đoạt bảo vật châu báu làm của riêng bị vua hạ ngục từ đó đem lòng oán hận xúi giục đại tướng Trương Lượng và thái tử Lý Thừa Càn mưu phản. Sự việc bại lộ, ông bị xử tử, gia quyến bị đày đi Lĩnh Nam. 

## Cuộc đời

### Lập nghiệp
Hầu Quân Tập là người vùng Tam Thủy, Bân Châu (nay là thôn Hầu Gia, trấn Thổ Kiều, huyện Tuần Ấp, tỉnh Thiểm Tây). Ông thất học từ nhỏ nhưng lại dũng mãnh phi thường. Sau này ông gia nhập phủ Tần Vương, đi theo Tần Vương Lý Thế Dân nam chinh bắc chiến lập nhiều công lao được Lý Thế Dân trọng dụng tài năng, phong ông làm Tả ngu hầu, Xa kị tướng quân,.... cho phép tham gia hoạch định mưu lược.
Năm Võ Đức thứ chín (626) khi mâu thuẫn giữa Lý Thế Dân và Lý Kiến Thành ngày càng sâu sắc, Lý Kiến Thành mua chuộc Uất Trì Cung bất thành liền sai người thích sát để trừ hậu họa nhưng thất bại, Hầu Quân Tập cùng Uất Trì Cung khuyên Lý Thế Dân hạ quyết tâm phát động Sự biến Huyền Vũ môn trừ khử Lý Kiến Thành và Lý Nguyên Cát. Sau khi Lý Thế Dân lên ngôi, sắc phong Hầu Quân Tập làm Tả vệ tướng quân, Lộ Quốc Công cai quản bốn ấp, hàng ngàn hộ dân sau này lại phong ông làm Tả vệ đại tướng quân. Năm Trính Quán thứ tư (630), ông lại được phong làm binh bộ thượng thư bắt đầu tham dự triều chính. 

### Thảo phạt Thổ Cốc Hồn
Năm Trinh Quán thứ chín (635), sau khi công diệt Đông Đột Quyết trở về, Lý Tĩnh thống lĩnh năm đạo quân do các tướng Hầu Quân Tập, Lý Đạo Tông, Lý Đại Lượng, Lý Đạo Ngạn, Cao Tăng Sinh chỉ huy thảo phạt Thổ Cốc Hồn của Mộ Dung Phục Doãn. Quân Đường đánh bại quân Thổ Cốc Hồn do Mộ Dung Phục Doãn chỉ huy tại Khổ Sơn. Lý Tĩnh chia quân hai đường truy kích Phục Doãn: Lý Tĩnh, Tiết Vạn Quân, Lý Đại Lượng đi phía bắc còn Hầu Quân Tập, Lý Đạo Tông đi phía nam. Đạo quân do Hầu Quân Tập chỉ huy nhanh chóng truy đuổi băng qua sa mạc hai nghìn dặm, vượt bao gian khổ, rất nhiều người đã bỏ mạng lại đây. Sau năm tháng trời đạo quân thoát khỏi sa mạc, những người còn sống sót tiếp tục truy kích, bắt giết nhiều quân sĩ, tướng lĩnh Thổ Cốc Hồn, cho tới khi đến núi Tích Ngọc là nơi thượng nguồn mới rút về hội quân với Lý Tĩnh tại sông Đại Phi, ban sư hồi triều. Trước kia ông từng theo Lý Tĩnh học binh pháp, cùng Lý Tĩnh chinh chiến nhưng khi thảo phạt Thổ Cốc Hồn trở về ông lại vu cáo Lý Tĩnh có dụng tâm mưu phản.
Năm Trinh Quán thứ mười một (637), Hầu Quân Tập được sắc phong Trần Châu thứ sử, cải tước Trần Quốc Công. Tới năm Trinh Quán thứ mười hai (638) ông được phong làm Lại Bộ thượng thư, Quang Lộc đại phu tham dự triều chính, chỉ đạo việc thi tuyển quan lại cho triều đình.

### Viễn chinh nước Cao Xương
Năm Trinh Quán thứ mười ba (639), vua Cao Xương là Khúc Văn Thái tự ý cắt đứt con đường thông thương giữa Tây Vực và Trung Nguyên, Lý Thế Dân hay tin truyền gọi Văn Thái vào triều tấn kiến nhưng Văn Thái cáo bệnh không đến. Lý Thế Dân liền lệnh cho Hầu Quân Tập làm Giao Hà đạo hành quân đại tổng quản, Khiết Bật Hà Lực là Thông Sơn đạo phó đại tổng quản, thống lĩnh đại quân viễn chinh thảo phạt Cao Xương. Văn Thái nghe tin đại quân tiến đánh thì hoảng hốt sau bình tĩnh lại trấn an người dân: " nước Đường cách Cao Xương những bảy ngàn dặm, lại có sa mạc trải dài hai ngàn dặm ngăn cách cùng khí hậu khắc nghiệt, đại quân khó mà vượt qua được. Nếu như quân Đường vẫn cố hành quân thì chỉ trong hai mươi ngày lương thảo sẽ cạn kiệt, đến khi giao chiến chắc chắn sẽ đại bại." Nhưng khi Hầu Quân Tập hành quân tới Thích Khẩu thì Văn Thái lâm bệnh qua đời, con trai Khúc Trí Thịnh kế thừa ngôi vị. 
Năm Trinh Quán thứ mười bốn (640), Hầu Quân Tập hành quân tới Liễu Cốc, thám mã bẩm báo người dân Cao Xương tụ tập từ các nới về an tang Văn Thái là cơ hội tốt để tập kích Cao Xương. Nhưng Hầu Quân Tập thấy rằng làm như vậy là không phải nên k chấp thuận ý kiến đó. Ông dẫn quân đến trước chiêu hàng nhưng không được đành hạ lệnh công thành. Quân Đường sử dụng thôi xa công kích cổng và tường thành, sử dụng xe bắn đá tấn công phía trên tường thành, quân Cao Xương không trụ được lâu, quân Đường nhanh chóng chiếm được thành trì, bắt sống hơn bảy ngàn người. Hầu Quân Tập thừa thắng tiến quân bao vây thủ đô Cao Xương. 
Vua Cao Xương lúc này là Khúc Trí Thịnh một mặt gửi thư cầu hàng cho Hầu Quân Tập hòng kéo dài thời gian, mặt khác lại cho người sang Tây Đột Quyết xin viện binh nhưng Tây Đột Quyết không đem quân đi viện trợ. Hầu Quân Tập biết chuyện đem quân đội, khí giới công thành, Khúc Trị Thịnh không còn cách nào chống đỡ nổi đành mở cửa thành đầu hàng. Hầu Quân Tập vào thành, phân chia cai quản khắp các nơi ở Cao Xương, nước Cao Xương diệt vong. 
Công diệt Cao Xương thành công, Hầu Quân Tập nảy sinh kiêu ngạo tự ý chiếm đoạt bảo vật, châu báu làm của riêng, tướng sĩ dưới quyền thấy vậy cũng nảy lòng tham cướp bóc, vơ vét của cải khắp nơi, sự việc bị tố cáo, ngay khi vừa trở về triều, Hầu Quân Tập lập tức bị bắt giam vào ngục. Từ đó ông đem lòng oán hận, sau được trung thư thị lang Sầm Văn Bản thỉnh cầu vua phóng thích.

### Mưu phản bị giết
Năm Trinh Quán thứ mười bảy (643), Hầu Quân Tập tới lôi kéo đại tướng Trương Lượng không thành, Trương Lượng đem chuyện tố cáo với vua. Nhưng Thái Tông vẫn nể tình ông là công thần chủ trương không xử tội ông thay vào đó trọng dụng, đối đãi ông tốt hơn để ông gạt bỏ thù hận tiếp tục cống hiến cho triều đình. Lý Thế Dân còn xếp ông đứng thứ 17 trong 24 vị công thần được vẽ tranh lại thờ phụng vinh danh tại Lăng Yên Các.
Cùng năm đó, trong triều thái tử Lý Thừa Càn đang đứng trước nguy cơ bị phế bỏ thường hay lo lắng, sợ hãi, nhân lúc này Hầu Quân Tập thường lui tới Đông cung lôi kéo, xúi giục thái tử mưu phản. Lại một lần nữa âm mưu của ông bị bại lộ, thái tử thực sự bị phế, những kẻ liên quan đều bị xử tử. Lý Thế Dân ban đầu vẫn niệm tình ông một đời chinh chiến lập nhiều đại công không nỡ xử tội chết nhưng các quan lại đều can gián rằng tội Quân Tập tội đáng tru di, trời đất khó tha khiến Lý Thế Dân bất đắc dĩ ra lệnh xử trảm song vẫn chấp nhận thỉnh cầu cuối cùng của Hầu Quân Tập: tha tội chết cho gia quyến ông, chỉ bị lưu đày đi Lĩnh Nam.
Căn cứ theo cuốn "Tam Thủy huyện chí", mộ ông được đặt tại núi Kê Phụ, huyện Tam Thủy; hiện nay ngôi mộ đã không còn.

## Thành viên gia đình
- Kị: Hầu Thứ - giữ chức Bắc địa quận thú (nhà Ngụy)
- Cụ: Hầu Hân - giữ chức thứ sử Thái Châu, tước vị Phụng Nghĩa huyện công (nhà Ngụy)
- Ông: Hầu Thực (Hầu Trĩ) - giữ chức Phiếu kị đại tướng quân, tước vị Phì Thành huyện công (nhà Ngụy)
- Cha: Hầu Định - giữ chức Xa kị đại tướng quân, tước vị Lộ Quốc Công

## Hình tượng trong điện ảnh
- Năm 1993, diễn viên Chu Quảng Kỉ đóng trong bộ phim "Đường Thái Tông Lý Thế Dân"
- Năm 2001, diễn viên Chung Vĩ Hoa đóng trong bộ phim "Trình Giảo Kim"
- Năm 2005, diễn viên Đỗ Chí Quốc đóng trong bộ phim "Trinh Quan trường ca"
- Năm 2012, diễn viên Mạnh Tùng đóng trong bộ phim "Tùy Đường anh hùng"